# Alfredo Duvergel
Alfredo Duvergel Adams (Guantánamo, 1968. április 2. –) amatőr világbajnok kubai ökölvívó.

## Eredményei
- 1993-ban ezüstérmes a világbajnokságon nagyváltósúlyban. A döntőben Vastag Ferenctől szenvedett vereséget.
- 1995-ben aranyérmes a pánamerikai játékokon nagyváltósúlyban.
- 1995-ben ezüstérmes a világbajnokságon nagyváltósúlyban. A döntőben Vastag Ferenctől szenvedett vereséget.
- 1996-ban ezüstérmes az olimpián nagyváltósúlyban. A döntőben az amerikai David Reidtől szenvedett vereséget.
- 1997-ben világbajnok nagyváltósúlyban.